# Blake Sloan
Blake Sloan (* 27. Juli 1975 in Park Ridge, Illinois) ist ein ehemaliger US-amerikanischer Eishockeyspieler, der zuletzt in der Deutschen Eishockey Liga für den EHC Red Bull München spielte. Sloan gewann 1999 mit den Dallas Stars den Stanley Cup, wechselte dann zunächst zum schwedischen Klub Timrå IK und von dort zur Saison 2006/07 nach Mannheim, bevor er zwischen 2009 und 2012 für die Grizzly Adams Wolfsburg spielte.

## Karriere
Sloans NHL-Karriere begann ebenfalls bei den Dallas Stars, für die er neben Spielen für das Farmteam Houston Aeros zu seinen ersten 33 NHL-Einsätzen kam, in denen ihm bei zwei Assists jedoch kein Tor gelang. Die folgende Saison sollte Sloans erfolgreichste in Texas werden – neben dem Stanley-Cup-Sieg konnte der Rechtsschütze einen Stammplatz im Team ergattern.

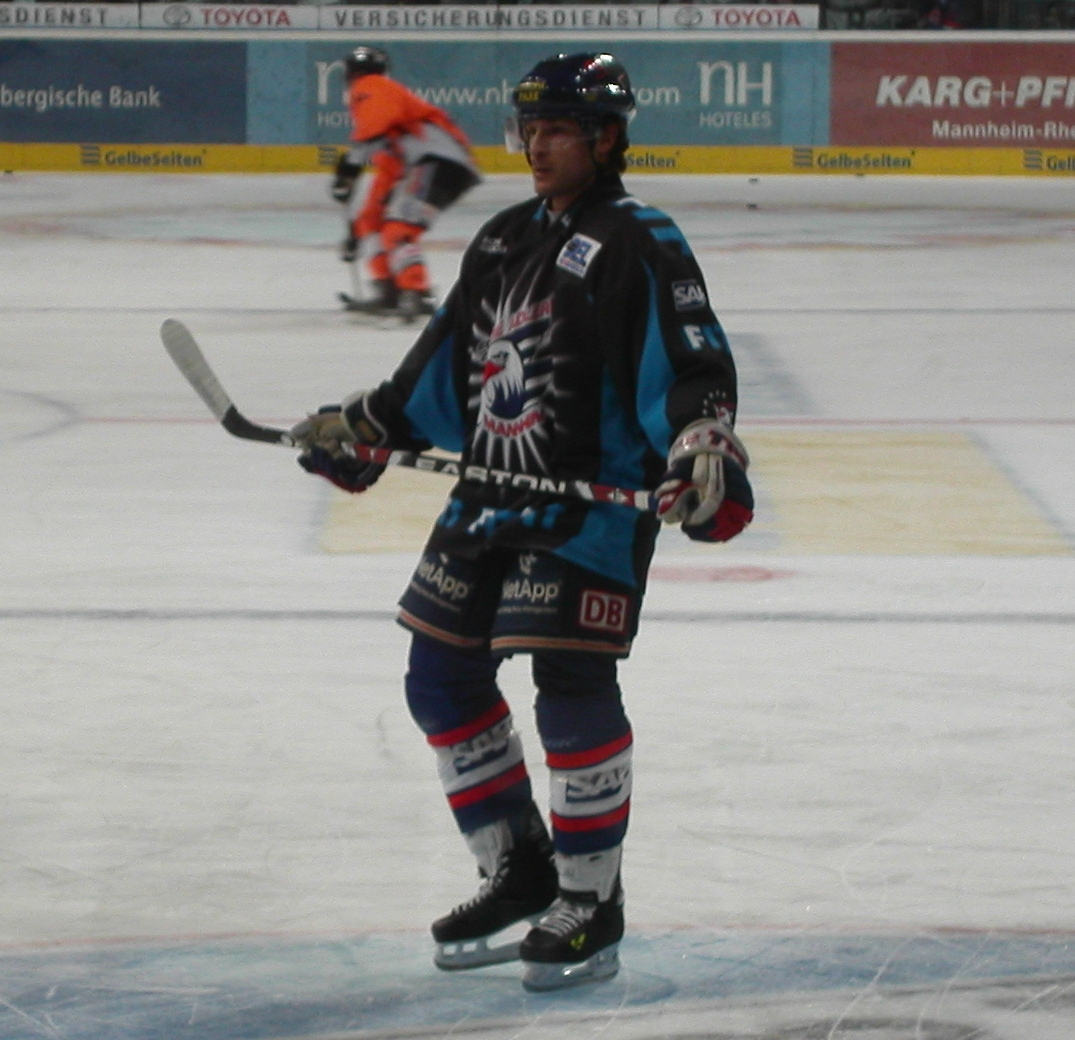
Blake Sloan im Trikot der Adler Mannheim

Doch schon im darauffolgenden Jahr kam der US-Amerikaner wieder nur auf 33 Einsätze in der nordamerikanischen Profiliga, sodass er noch während der Saison zu den Columbus Blue Jackets wechselte. Während der Saison 2001/02 wechselte der Verteidiger im Tausch für Jamie Allison zu den Calgary Flames, wo er bis zum Sommer 2003 spielte. Einen neuen Arbeitgeber konnte Sloan erst im November 2003 finden, als er einen Vertrag beim Farmteam der Detroit Red Wings, den Grand Rapids Griffins aus der American Hockey League unterschrieb. Wenig später erhielt der Rechtsschütze einen NHL-Vertrag von den Red Wings, doch bevor er für das Team zum Einsatz kam, holten ihn die Dallas Stars über die Waiver-Liste zurück. Nach dem Auslaufen seines Vertrags und dem Ausfall der NHL-Saison 2004/05 kehrte Sloan zu den Grand Rapids Griffins zurück.
2005 wagte der damals 30-Jährige einen Neuanfang in Schweden, worüber er schließlich nach Deutschland gelangte. Dort gewann er in der Saison 2006/07 mit den Adler Mannheim die deutsche Meisterschaft sowie den Deutschen Eishockey-Pokal. Nach der Saison 2008/09 wurde Sloans Vertrag in Mannheim nicht verlängert und er heuerte beim Ligarivalen Grizzly Adams Wolfsburg an. Größter Erfolg war hier der Gewinn der Vorrundenmeisterschaft in der Saison 2010/11. Im Juli 2012 unterschrieb Sloan einen Vertrag über ein Jahr Laufzeit beim EHC Red Bull München.

### International
Sloan nahm mit der US-amerikanischen Nationalmannschaft an der Weltmeisterschaft 2004 teil, bei der er mit dem Team USA die Bronzemedaille gewann. In neun WM-Spielen erzielte Sloan zwei Tore.

## Erfolge und Auszeichnungen
- 1999 Turner-Cup-Gewinn mit den Houston Aeros
- 1999 Stanley-Cup-Gewinn mit den Dallas Stars
- 2007 Deutscher Meister mit den Adler Mannheim

### International
- 2004 Bronzemedaille bei der Weltmeisterschaft

## Karrierestatistik
(Legende zur Spielerstatistik: Sp oder GP = absolvierte Spiele; T oder G = erzielte Tore; V oder A = erzielte Assists; Pkt oder Pts = erzielte Scorerpunkte; SM oder PIM = erhaltene Strafminuten; +/− = Plus/Minus-Bilanz; PP = erzielte Überzahltore; SH = erzielte Unterzahltore; GW = erzielte Siegtore; 1 Play-downs/Relegation; Kursiv: Statistik nicht vollständig)